# Вулкънещ
Вулкъне́щ, наричан в българската литература традиционно понякога Вълканеш (на румънски: Vulcăneşti; на гагаузки: Valkaneş), е град в автономния район Гагаузия, Молдова. Населението му през 2014 година наброява 16 700 души.

## Население

### Етнически състав
18 072 (2004)
- 11 990 – гагаузи
- 2225 – молдовци
- 1723 – руснаци
- 1013 – украинци
- 841 – българи
- 240 – други националности

## Личности
Родени във Вулкънещ
- Тодор Някшев, български учител и общественик[1]